# CFL Linka 30

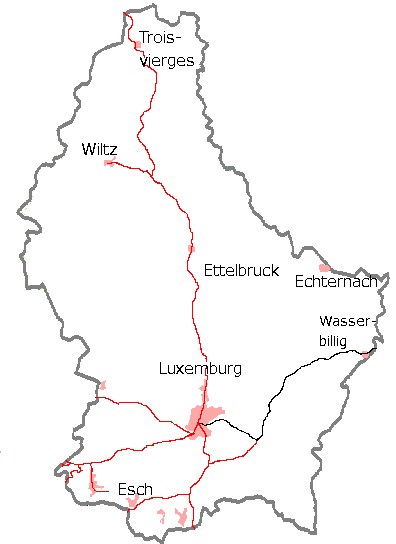

Linka 30 je lucemburská železniční trať spojující Lucemburk s Wasserbilligem. Na západě je konečnou stanicí Lucemburské nádraží. Je převážně provozována společností Chemins de Fer Luxembourgeois.

## Zastávky
- Lucembursko
- Cents-Hamm
- Sandweiler-Contern
- Oetrange
- Munsbach
- Roodt
- Betzdorf
- Wecker
- Manternach
- Mertert
- Wasserbillig
- Trier (Německo)
- Schweich (Německo)